# Пайн-Айленд (город, Миннесота)
Пайн-Иленд (англ. Pine Island) — город в округах Гудхью и Олмстед, штат Миннесота, США. На площади 7,6 км² (7,6 км² — суша, 0,1 км² — вода), согласно переписи 2002 года, проживают 2337 человек. Плотность населения составляет 307,9 чел./км².
- Телефонный код города — 507
- Почтовый индекс — 55963
- FIPS-код города — 27-51136[1]
- GNIS-идентификатор — 0649465[2]